# 九份老街

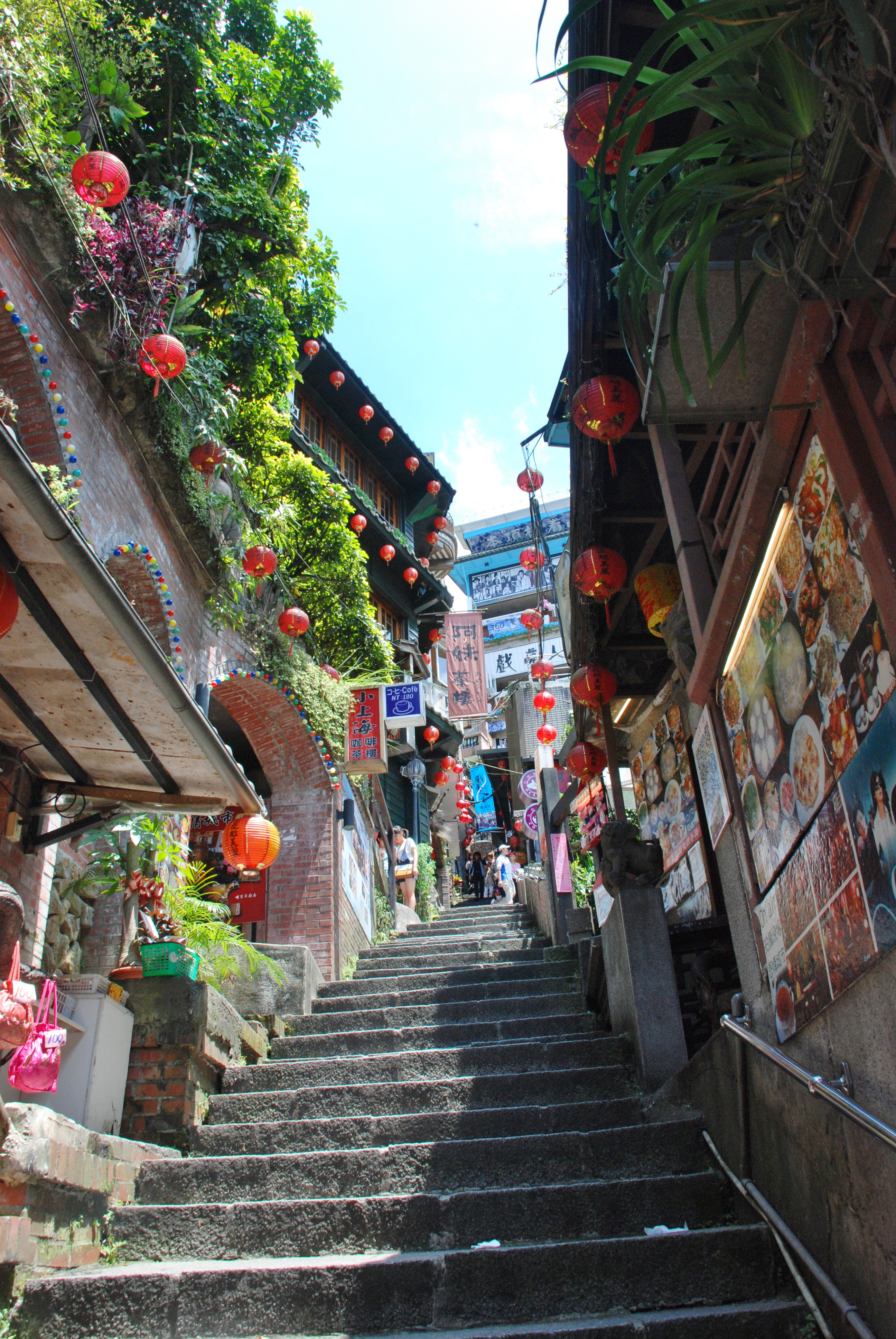
九份老街

九份老街是位於臺灣新北市瑞芳區的一條老街，主要範圍以聚集在基山街、豎崎路及輕便路等街道為主，是全台灣最熱門的觀光景點之一，全年觀光客絡繹不絕。若以客源分析，平日以來自日本、韓國等地的外籍觀光客以及中國大陸、香港、澳門的遊客和本國遊客各占一半，假日則以國民旅遊為主，是北台灣國際級的觀光景點。商圈定位鮮明，集歷史、天然景致、美食文化於一爐。建議去走走的好地方。

## 商圈特色

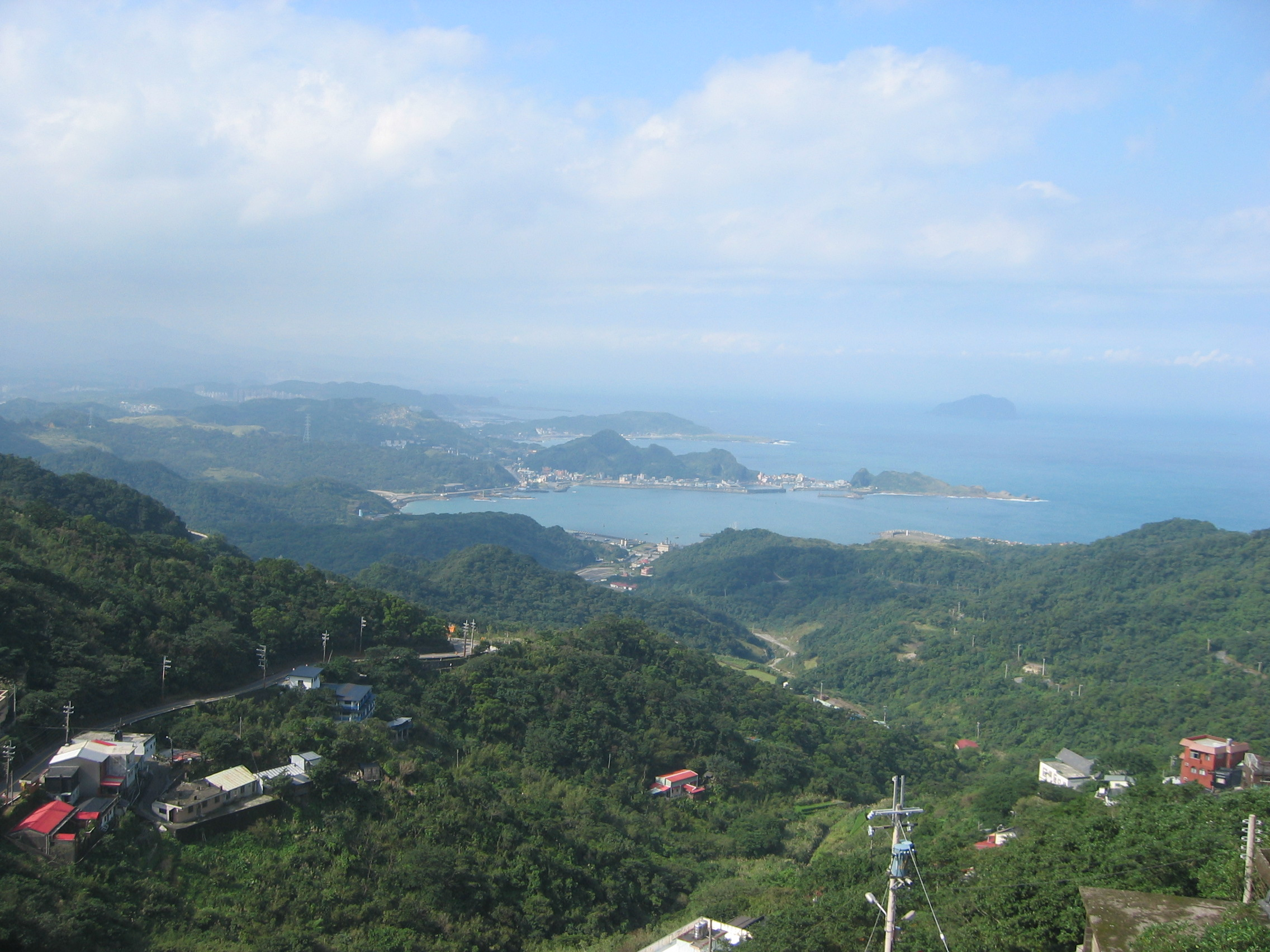
九份海景

人文歷史景觀如台陽礦業事務所、彭園、五番坑口 、昇平戲院等，而位於九份上，往下可俯視基隆嶼、八斗子、番仔澳、鼻頭角等地的海景，往上可眺望雞籠山景。九份日夜氛圍不同，於白日可俯瞰海景，感受九份老街旺盛人氣，於夜晚一切歸於寧靜，靜靜坐在茶樓間，細品九份寧靜氛圍，往外看，僅剩盞盞漁火於海面上。

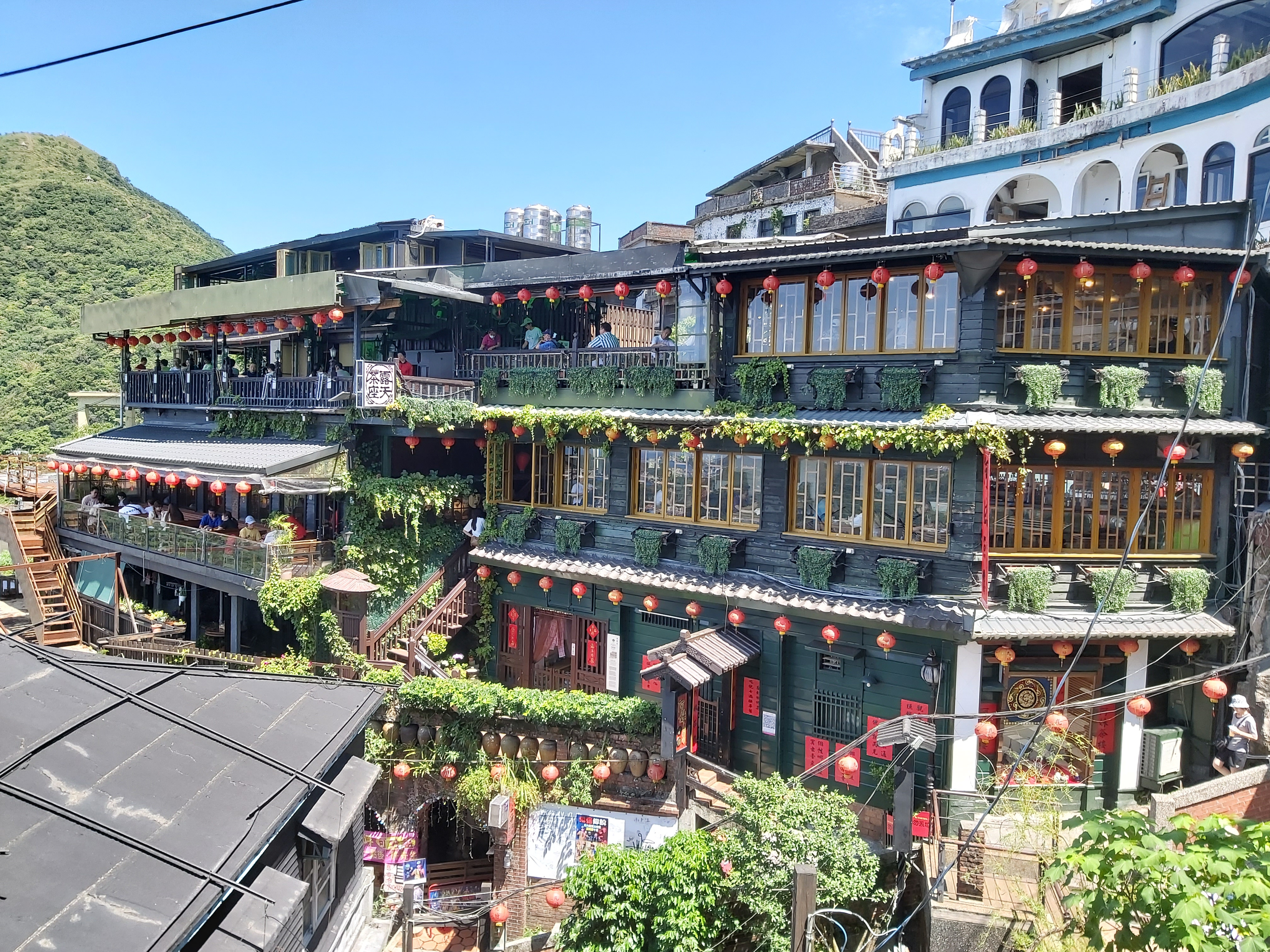
阿妹茶樓
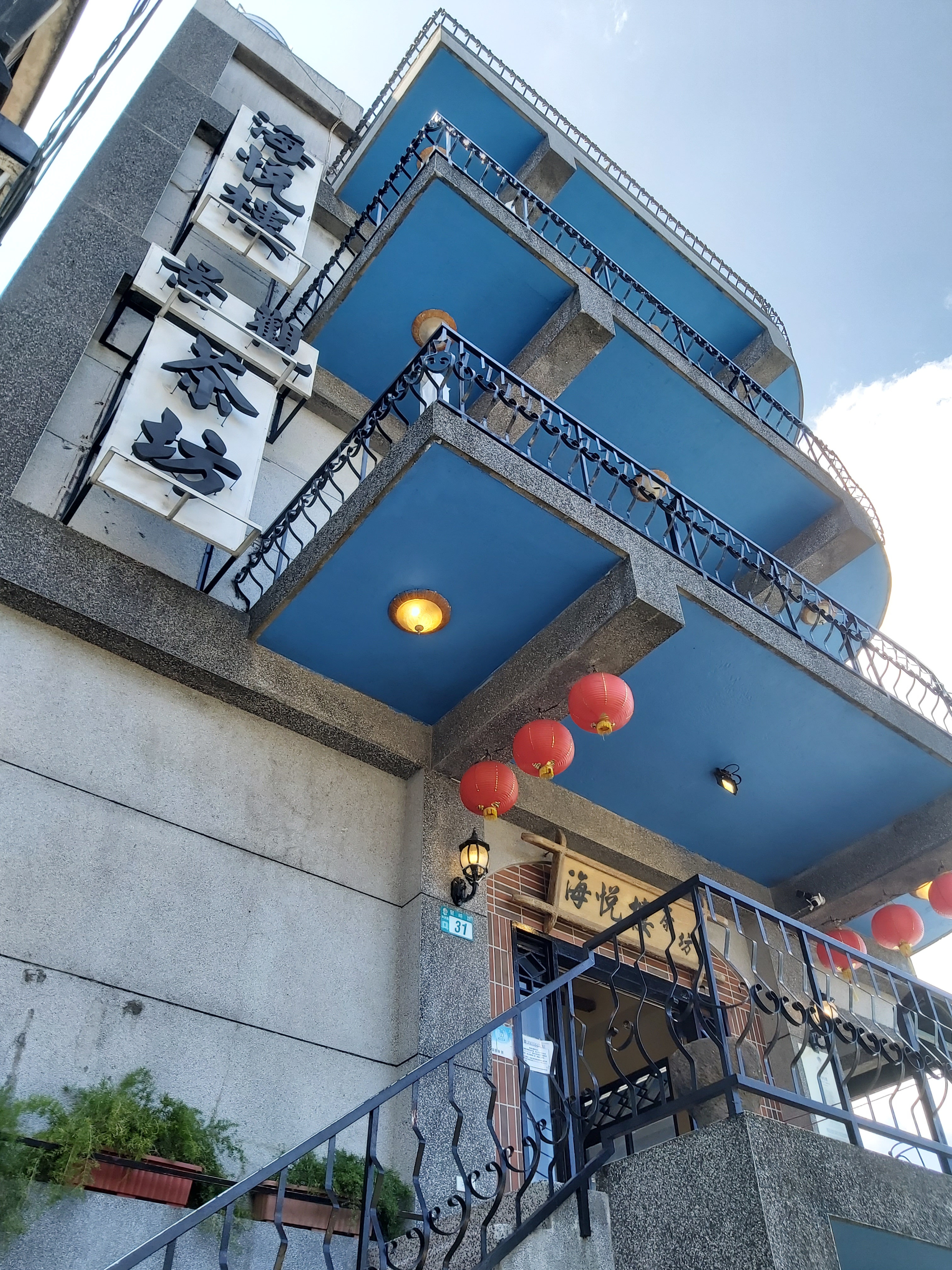
海悅樓景觀茶坊
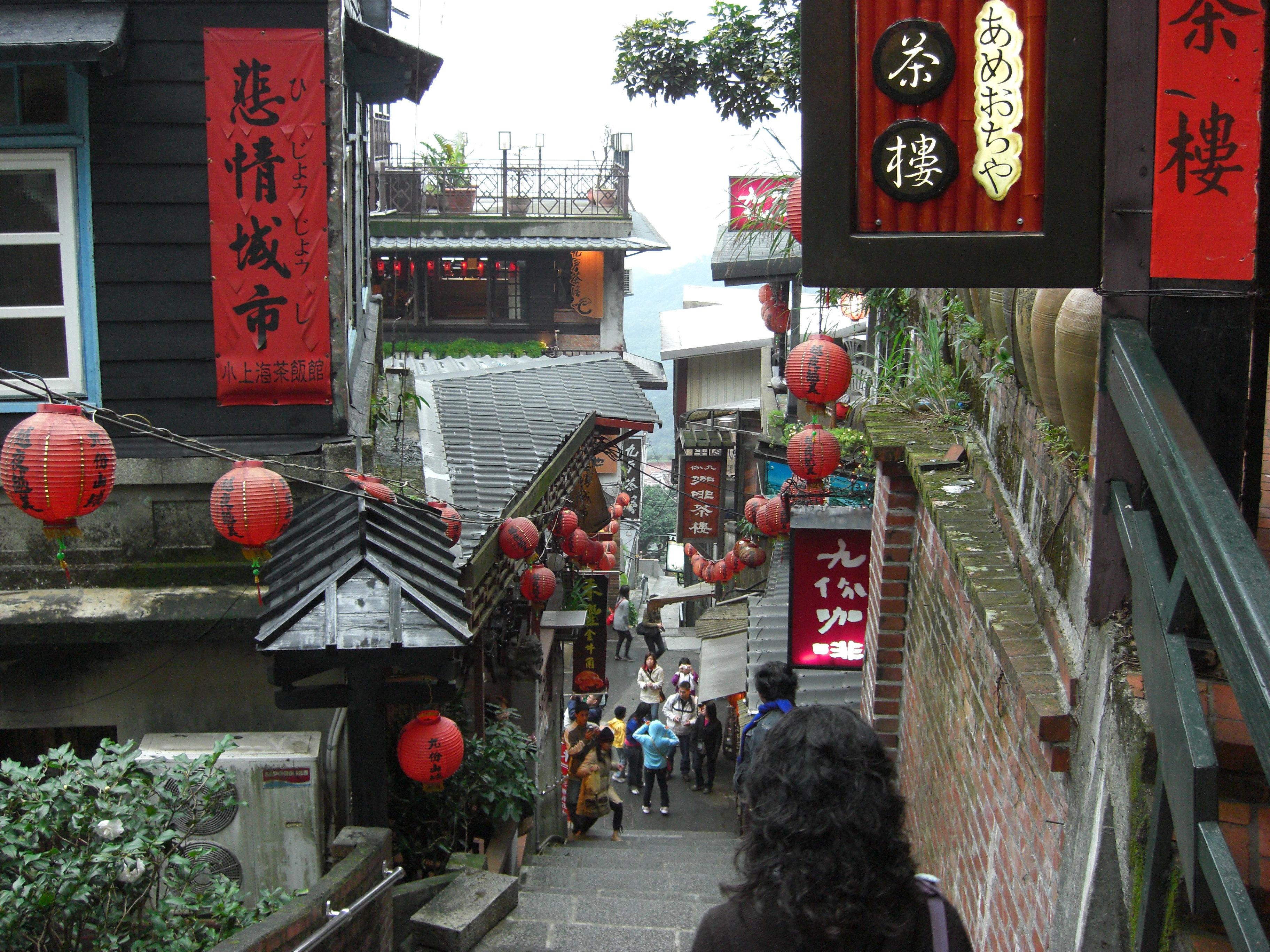
茶樓街景
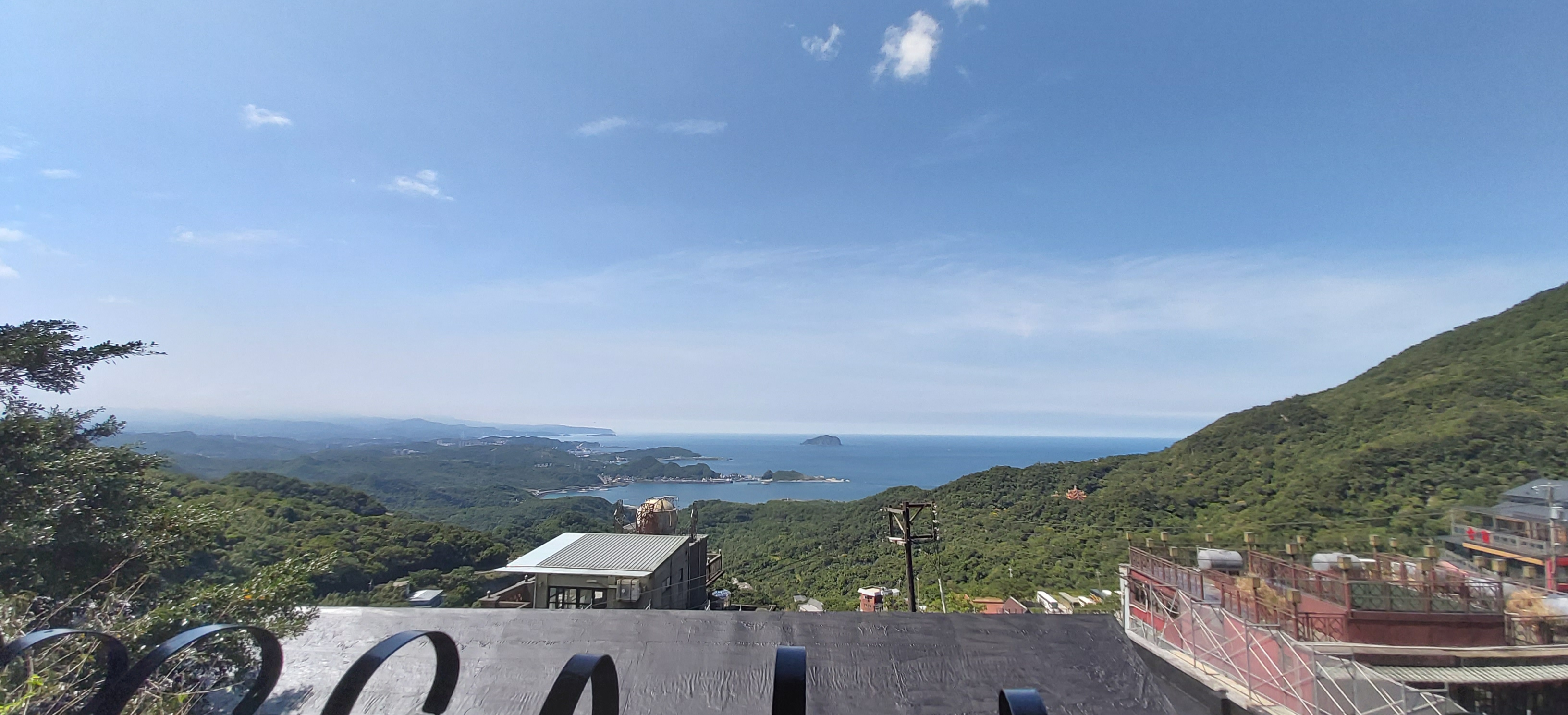
茶樓面海景觀
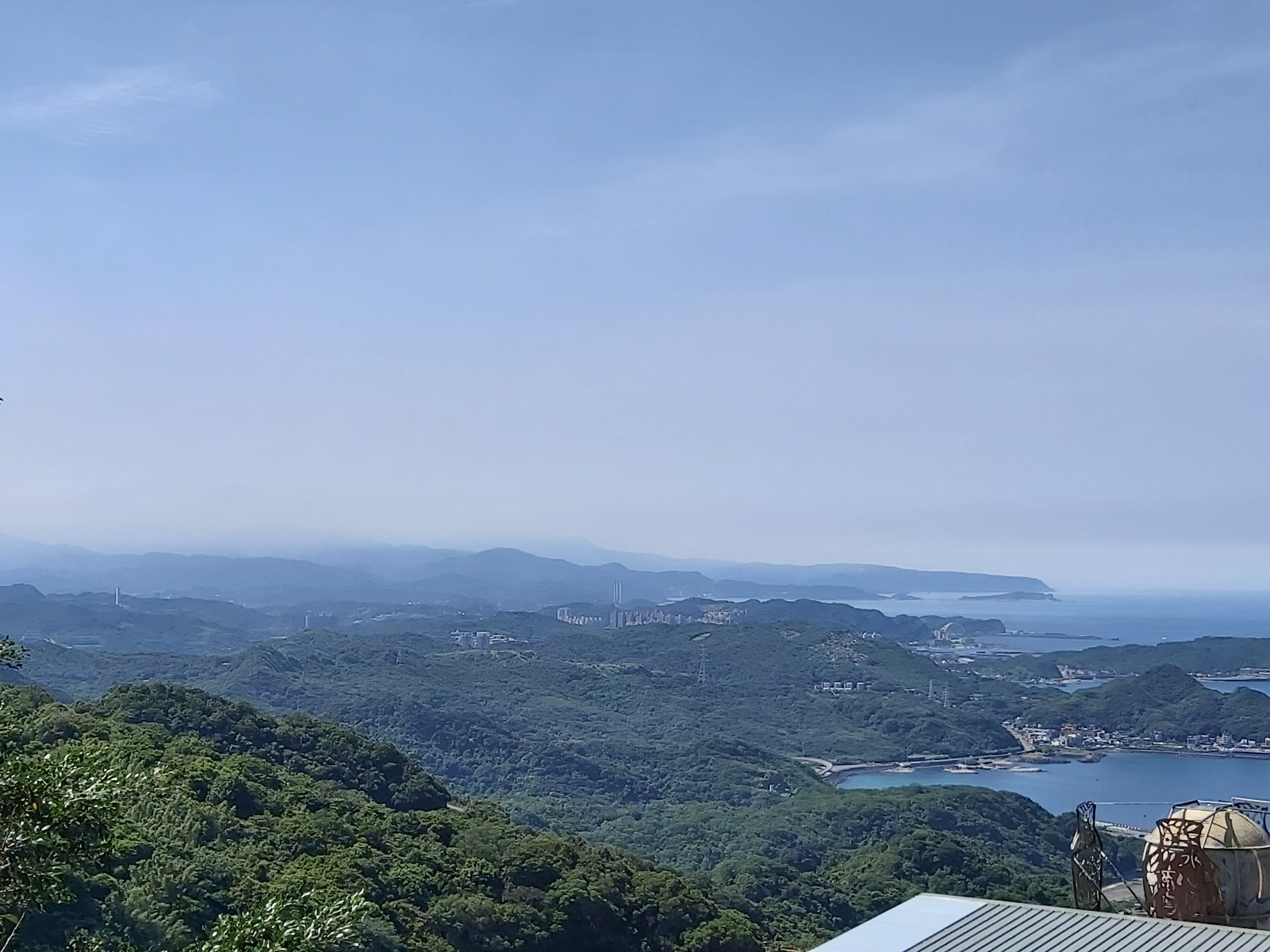
九份老街遠眺基隆方向景觀
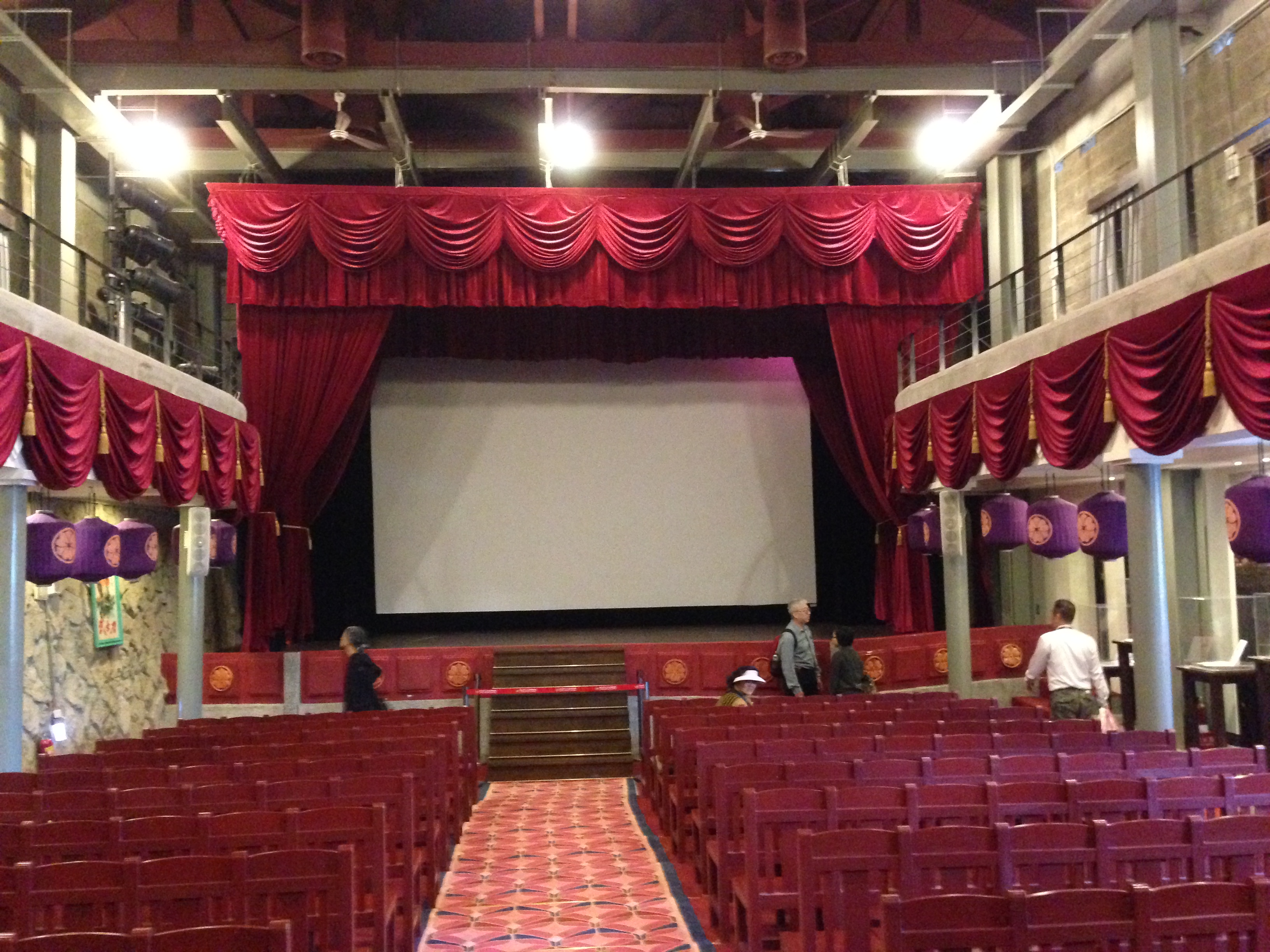
昇平戲院戲台
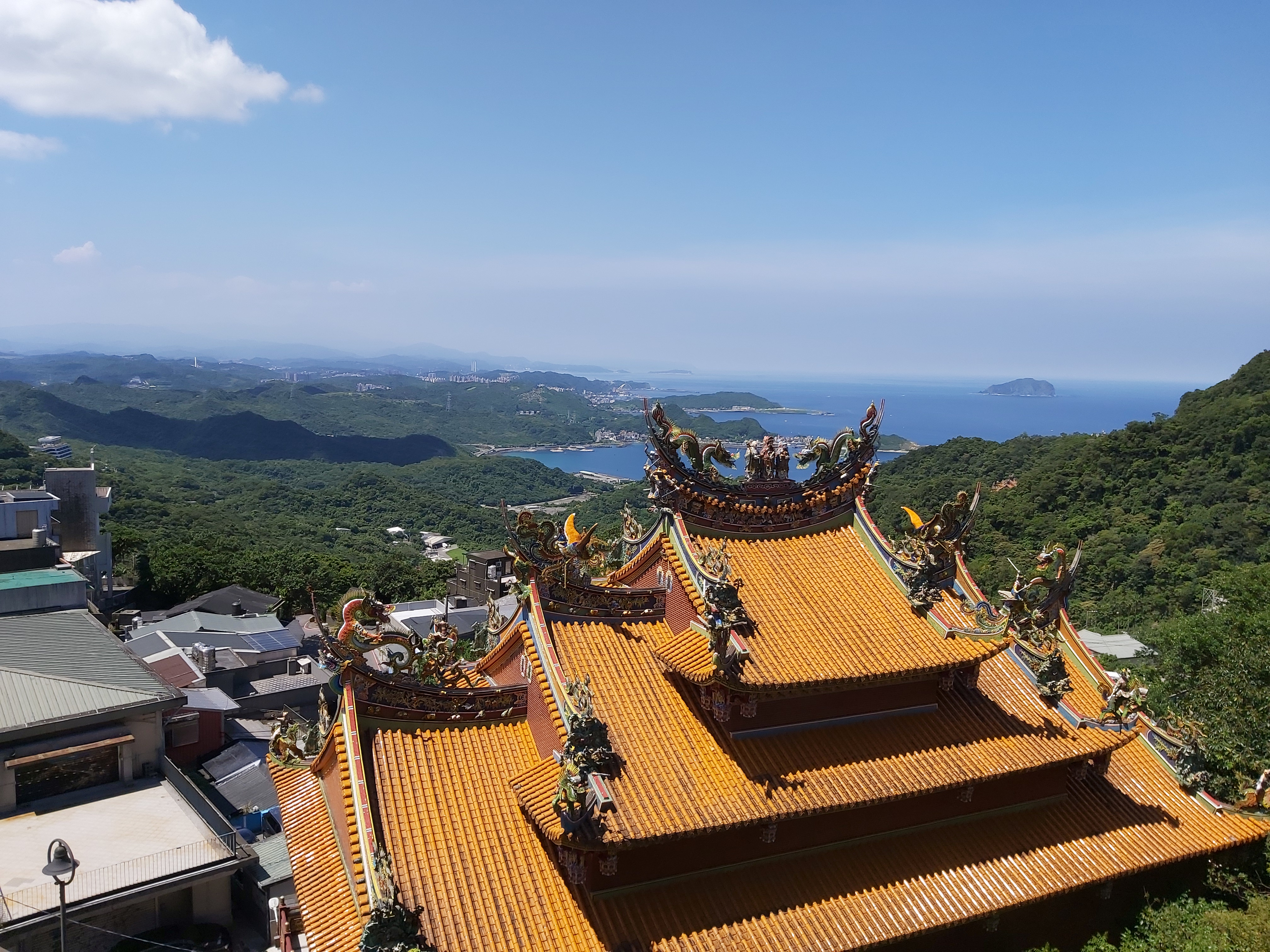
九份昭靈廟廟簷
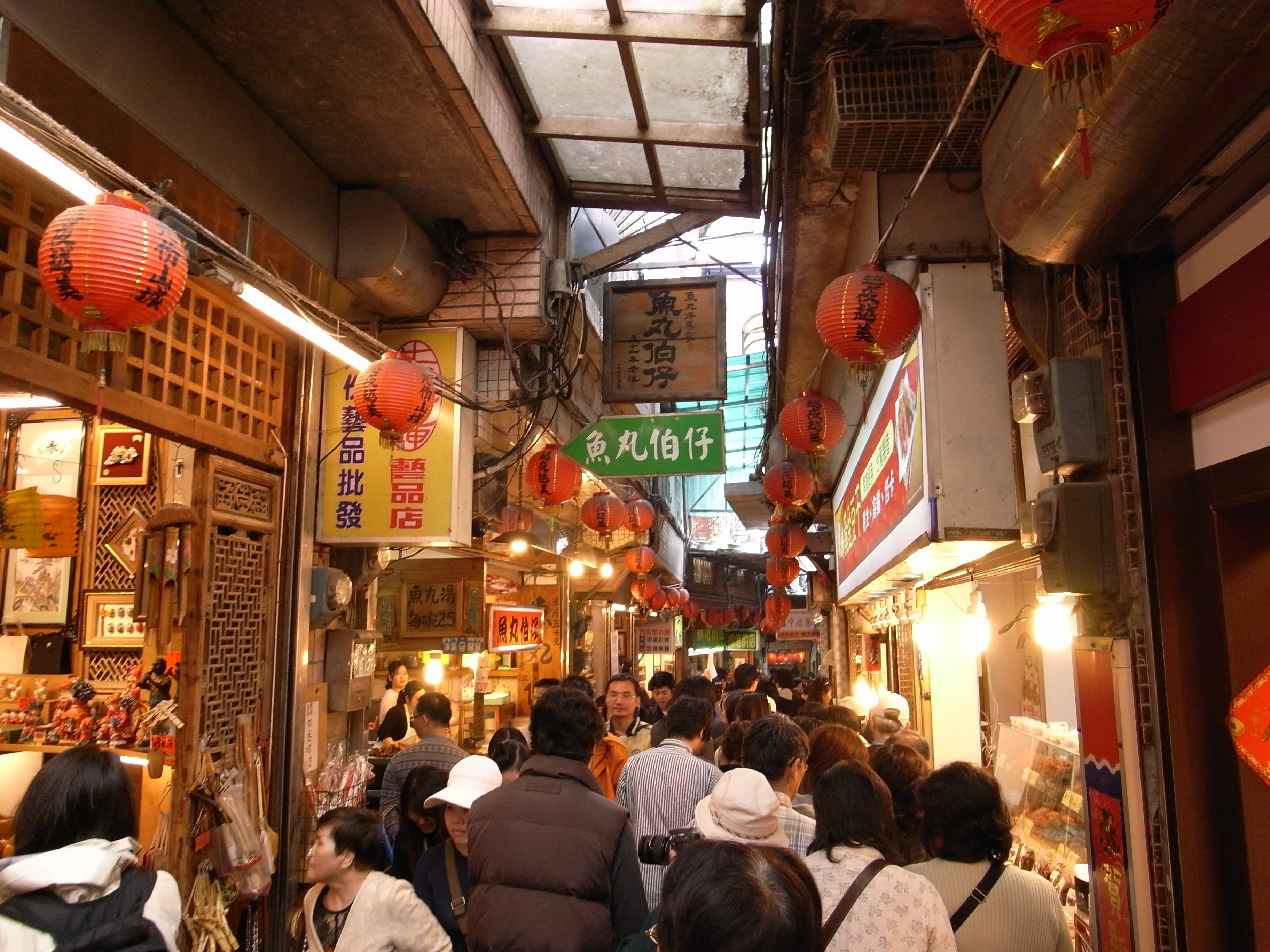
老街街景
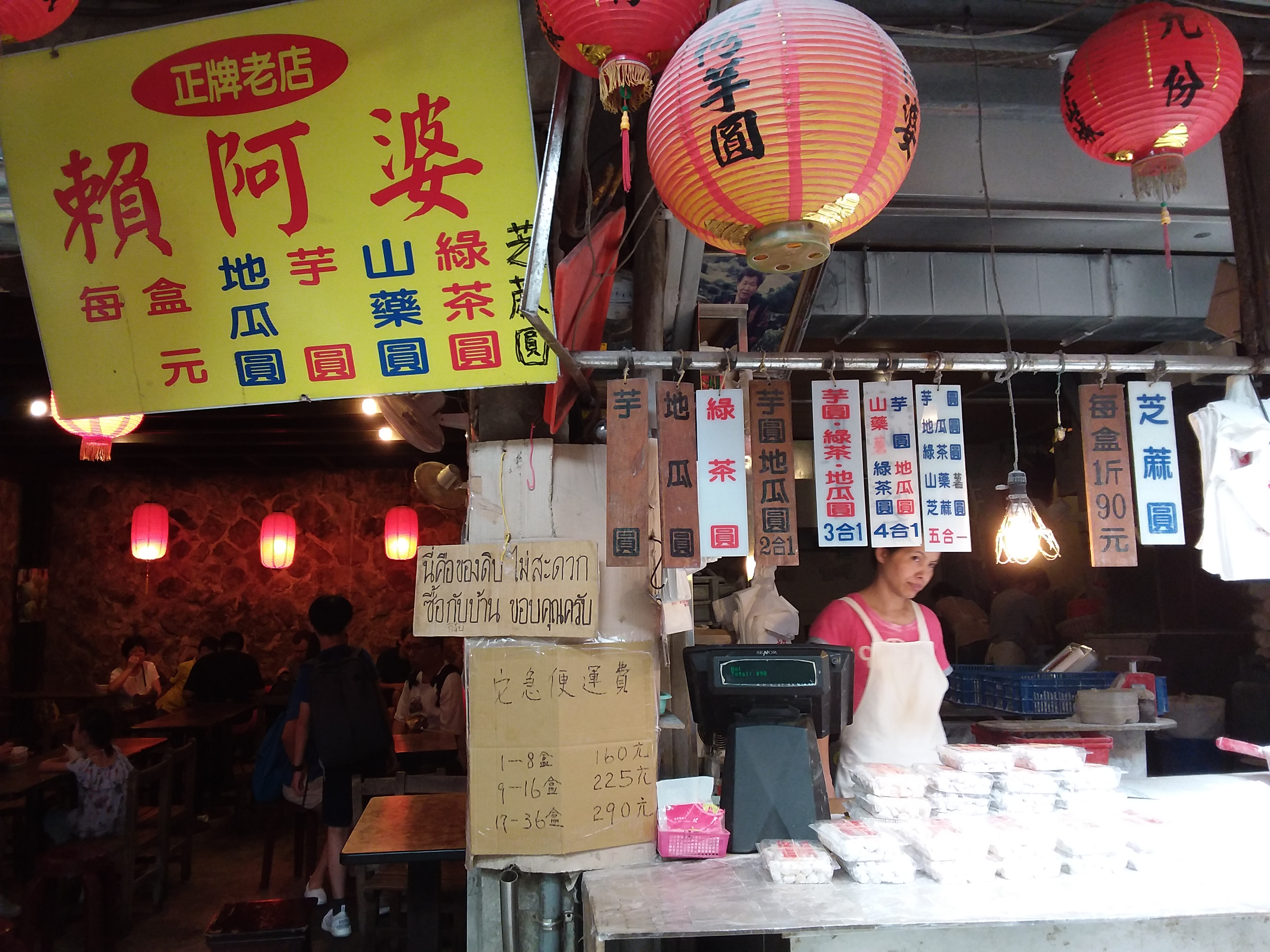
「賴阿婆」九份芋圓
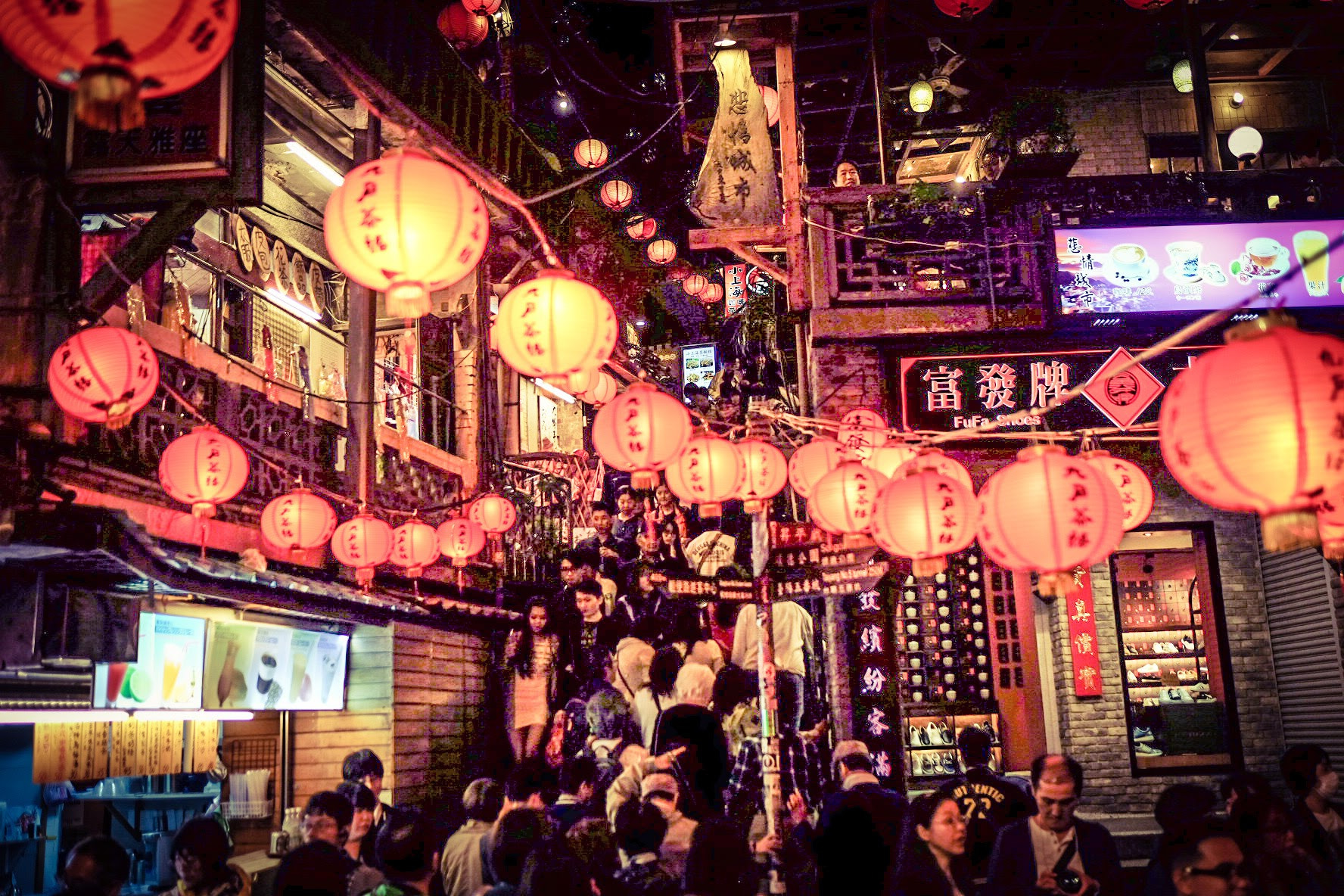
夜景

## 基山街

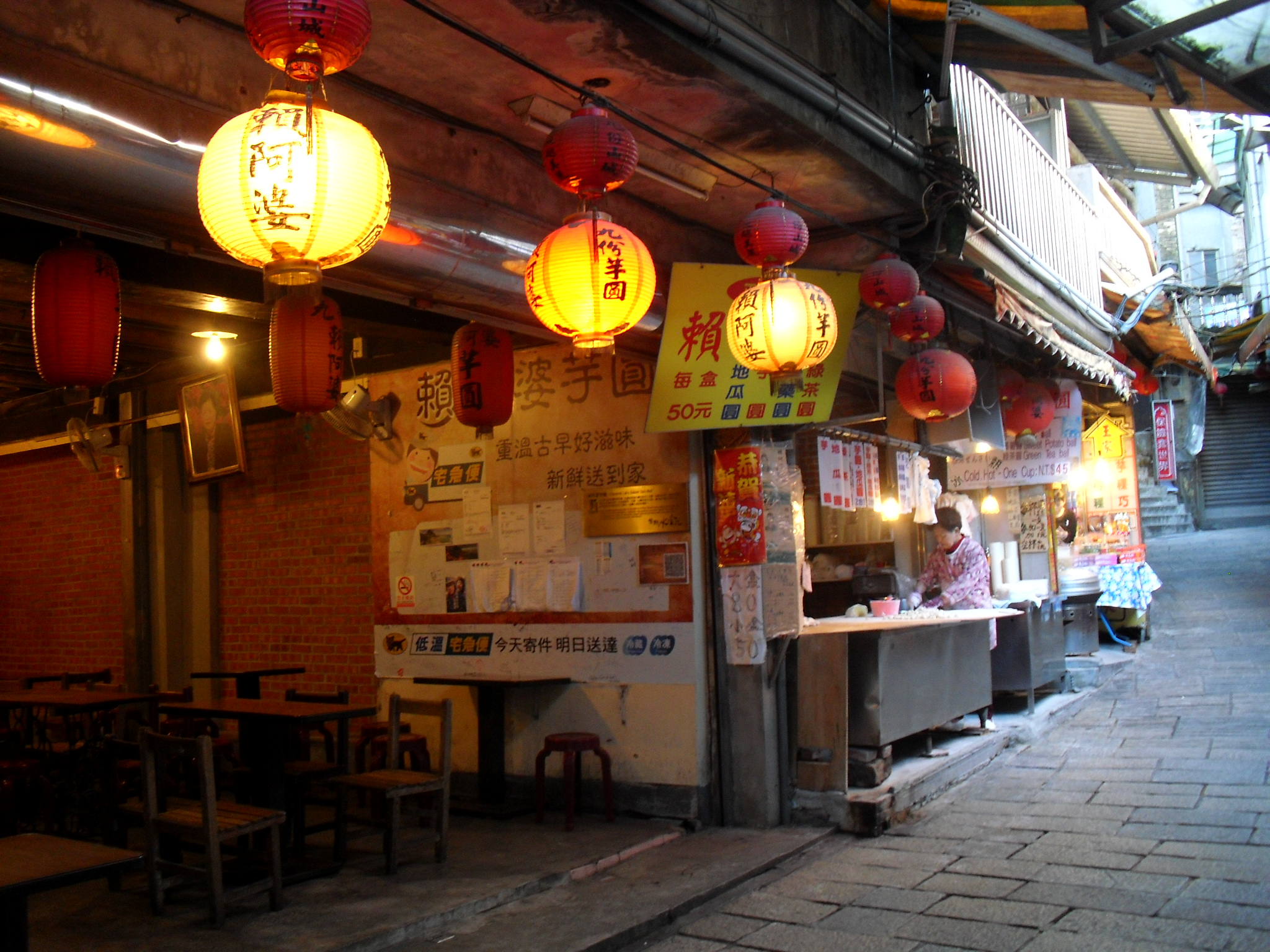
基山街出名芋圓店

昔時九份一帶最繁華熱鬧的商業街，由於採礦全日無休，因此礦工也三班制輪班，因此基山街上徹夜燈火通明，當時甚至是全台消費能力最高的商業區，至今，基山街仍維持舊觀，是九份老街最主要的商店街。位於街尾的九份金山岩為當地信仰和觀景重心。

## 豎崎路
意即陡峭幾近垂直的坡道，源自臺灣話「徛崎路」（khiā-kiā-lōo），因為九份最早的交通要道，全線由石頭砌成，約三、四百階石梯，依山勢興築，向上貫穿九份地區，延著石級而上，與重要道路汽車路、輕便路及基山街的路口，形成九份最熱鬧的區域。

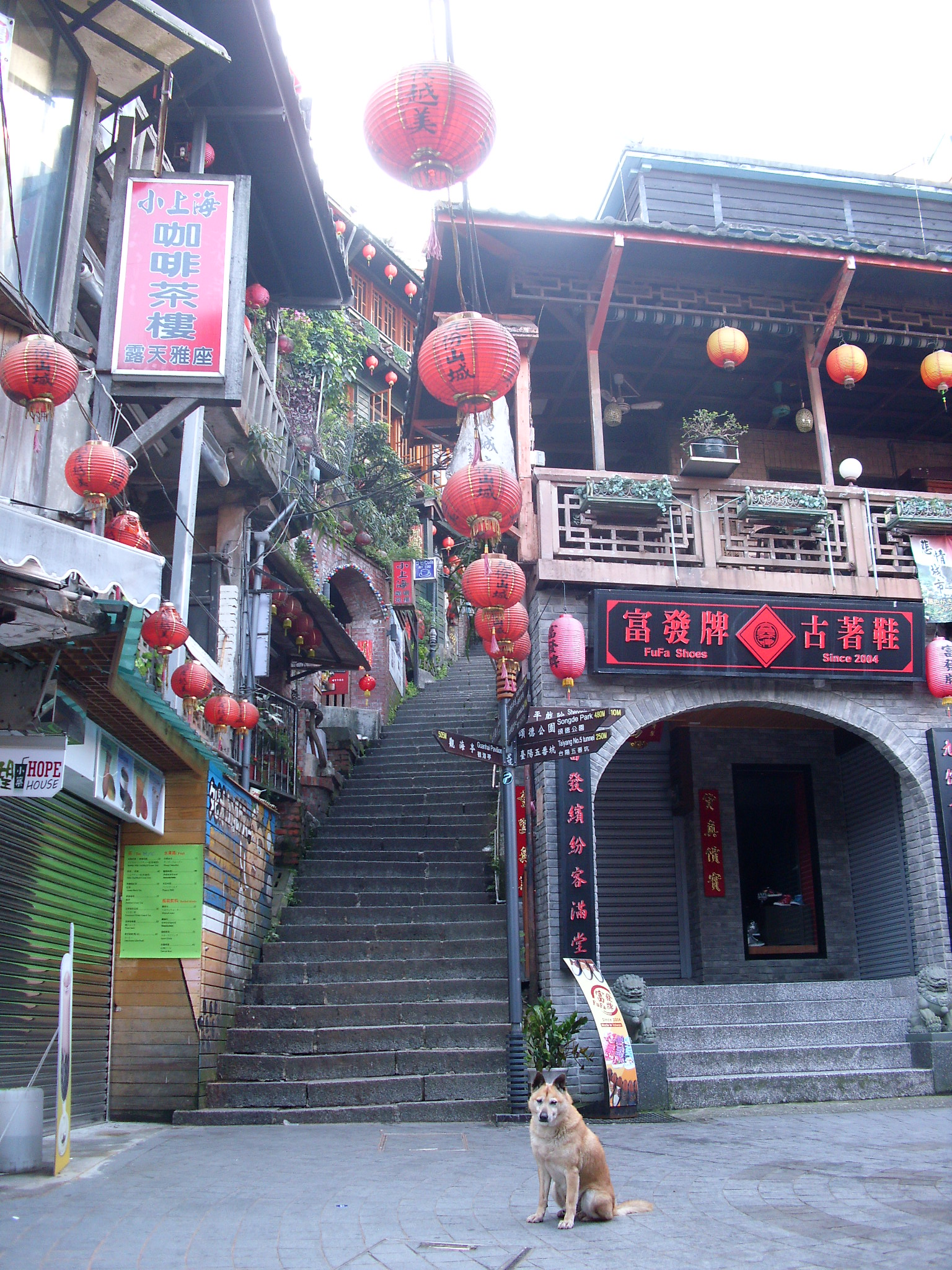
豎崎、輕便路口

## 輕便路
日治時期，於1931年在此興築輕便車軌道，以加強九份到瑞芳間的貨物運輸。一直到1954年廢道拆除，輕便路的路名便是由此而來。

## 外部連結
- 九份老街-臺北旅遊網
- 九份老街-新北市觀光旅遊網（页面存档备份，存于）